# 大邦伯祠
大邦伯祠是一座明代许氏祠堂，位于中国安徽省黄山市歙县许村镇东升村。
大邦伯祠建于明嘉靖年间，是许村最大、最古老、也是保存最完整的祠堂。它与大郡伯第、五马坊、大墓祠等建筑，同为纪念许氏东支始祖汀州知府许伯升而建。
大邦伯祠前后三进，面阔五开间，面积1080平方米。 
2004年10月28日，大邦伯祠列为安徽省文物保护单位。2006年5月，大邦伯祠作为许村古建筑群的子项，被列为第六批全国重点文物保护单位。
2008年6月到2009年4月，国家文物局拨款对许村古建筑群中的大邦伯祠和五马坊进行全面维修。